# Franz Floerke

Franz Floerke

Friedrich Franz Leopold Floerke, mitunter fälschlich: Friedrich Franz Floerke (* 6. Januar 1811 in Ludwigslust; † 13. August 1889 in Grabow) war ein deutscher Jurist und Bürgermeister der Stadt Grabow.

## Leben
Franz Floerke wurde geboren als Sohn des Theologen und späteren Superintendenten des Kirchenkreises Parchim, Albrecht Floerke (1777–1848), und dessen Frau Katharina Henriette Margarethe, geb. Marquart (1789–1840), Arzttochter aus Grabow. Sein Vater war damals Hilfsprediger in Ludwigslust und Bibliothekar des Großherzogs Friedrich Franz I., von dem Floerke seine ersten beiden Taufnamen erhalten haben soll.
Kindheit und Jugend verlebte Floerke in Ludwigslust, ab 1812 in Hagenow und ab 1824 in Parchim, wo der Vater in verschiedenen kirchlichen Ämtern tätig war. Von 1827 bis 1831 besuchte Floerke das Friedrich-Franz-Gymnasium (Parchim). Mit seinem Schulfreund Fritz Reuter legte er zu Michaelis (29. September) 1831 das Abitur ab. Daraufhin trennten sich ihre Wege. Floerke ging als Student der Rechtswissenschaft an die Georg-August-Universität Göttingen, vorübergehend auch an die Friedrich-Wilhelms-Universität zu Berlin. Er wurde 1834 in Göttingen zum Dr. iur. promoviert.
Dann kam er nach Grabow und arbeitete hier als Rechtsreferendar und Anwalt. In dieser Tätigkeit erwarb sich Floerke das Vertrauen und die Sympathie der Einwohner der Stadt Grabow. Am 1. Juli 1839 wurde er mit absoluter Mehrheit zum Grabower Bürgermeister gewählt. 50 Jahre sollte er sich in dieser Tätigkeit für die Stadt einsetzen.
Floerke war verheiratet und hatte mindestens acht Kinder (geb. 1843/1861), darunter wenigstens sechs Söhne. Seine Tochter Benedicte Dorothea Caroline ließ er am 12. Juli 1851 unter Nr. 49 der Städtischen Klosterstellen im Kloster Dobbertin einschreiben. Sie wurde 1899 als bürgerliche Tochter im dortigen adligen Damenstift aufgenommen und war 1916 noch in Dobbertin.
Im Mai 1888 berichtete das Ludwigsluster Wochenblatt: Aus Grabow hören wir, dass der Bürgermeister Geh. Hofrat Floerke demnächst in den Ruhestand zu treten gedenkt. Derselbe ist seit 1839 Bürgermeister von Grabow, würde also im nächsten Jahr sein 50-jähriges Jubiläum feiern können, wenn nicht Alter und Schwachheit ihn nötigen, vorher mit seiner Amtsführung abzubrechen.
Bereits erkrankt an einem schweren Beinleiden, ging er am 1. Januar 1889 in den Ruhestand. Kurz darauf, am 13. August 1889, verstarb er in Grabow.
Als Floerke im August beigesetzt wurde, setzte sich der Leichenzug vom Sterbehaus aus in Bewegung. Dem gelben Sarg folgten die nächsten Angehörigen und Verwandten. Danach kamen die Ratsdiener. Der neue Bürgermeister Calsow trug auf einem schwarzseidenen Kissen die Orden und Ehrenzeichen des Verstorbenen. Dann schlossen sich die Mitglieder des Magistrats und des Bürgerausschusses an. Eine größere Vertretung der Ritterschaft aus weitem Umkreis folgten dann dem Sarg. Danach kamen die Bürgermeister mehrerer Nachbarstädte. Auch die Mitglieder der Freimaurerloge und weitere Vertreter der Institutionen und Vereine der Stadt ließen es sich nicht nehmen, dem Verstorbenen die letzte Ehre zu erweisen. Die Beisetzung erfolgte in einem Familiengrab auf dem alten Kirchhof in Grabow. Diese Grabstätte ist auf dem Friedhof in Grabow nicht mehr vorhanden.
In Grabow erinnert eine nach ihm benannte Straße an Floerke.

## Schaffen und Auszeichnungen
Floerke engagierte sich während seiner Zeit als Bürgermeister stark in der Stadt Grabow und auf den Landtagen. Er überzeugte wohlhabende Bürger, einen Teil ihres Vermögens für Stiftungen zugunsten allgemeiner Zwecke zu verwenden. Floerke prägte den städtischen Charakter von Grabow, indem er für die Anlage und den Bau von Brücken, Chausseen, der Eisenbahnanbindung und industrieller Anlagen sorgte. In besonderer Weise setzte er sich dafür ein, dass die Berlin-Hamburger Eisenbahnlinie durch Mecklenburgisches Gebiet geführt wurde. Unter anderem engagierte er sich als einer der Vorsitzenden im Direktorium der Ersparnis-Anstalt in Grabow, die sich unter seiner Leitung zu einer der größten derartigen Institute des Landes entwickelte. Als Mitbegründer der Mecklenburgischen Hypotheken- und Wechselbank zu Schwerin sowie Mitglied des Aufsichtsrates genoss er großes Ansehen.
Zu Ehren Floekes wurde zu seinem 25-jährigen Jubiläum als Bürgermeister im Bürgergarten eine eiche gepflanzt, die seinen Namen erhielt.
Für seine Verdienste erhielt Floerke zahlreiche Auszeichnungen. Der österreichische Kaiser Franz Joseph I. verlieh ihm 1852 den Orden der Eisernen Krone III. Klasse für seinen Dienst als mecklenburg-schwerinscher Marsch-Commissar. Am 18. Oktober 1859 wurde er vom Landesherrn zum Hofrat ernannt. In seiner weiteren Laufbahn wurde er am 15. Februar 1866 zum Ritter vom Hausorden der Wendischen Krone erkoren. 1872 bekam Floerke vom König von Preußen Wilhelm I. die Kriegsdenkmünze für die Feldzüge 1870–71. Am 15. Dezember 1885 erhielt er das Patent eines Geheimen Hofrates. Auch durch die Bürgerschaft von Grabow empfing er wiederholt Auszeichnung und Ehrungen.

## Beziehung zu Fritz Reuter

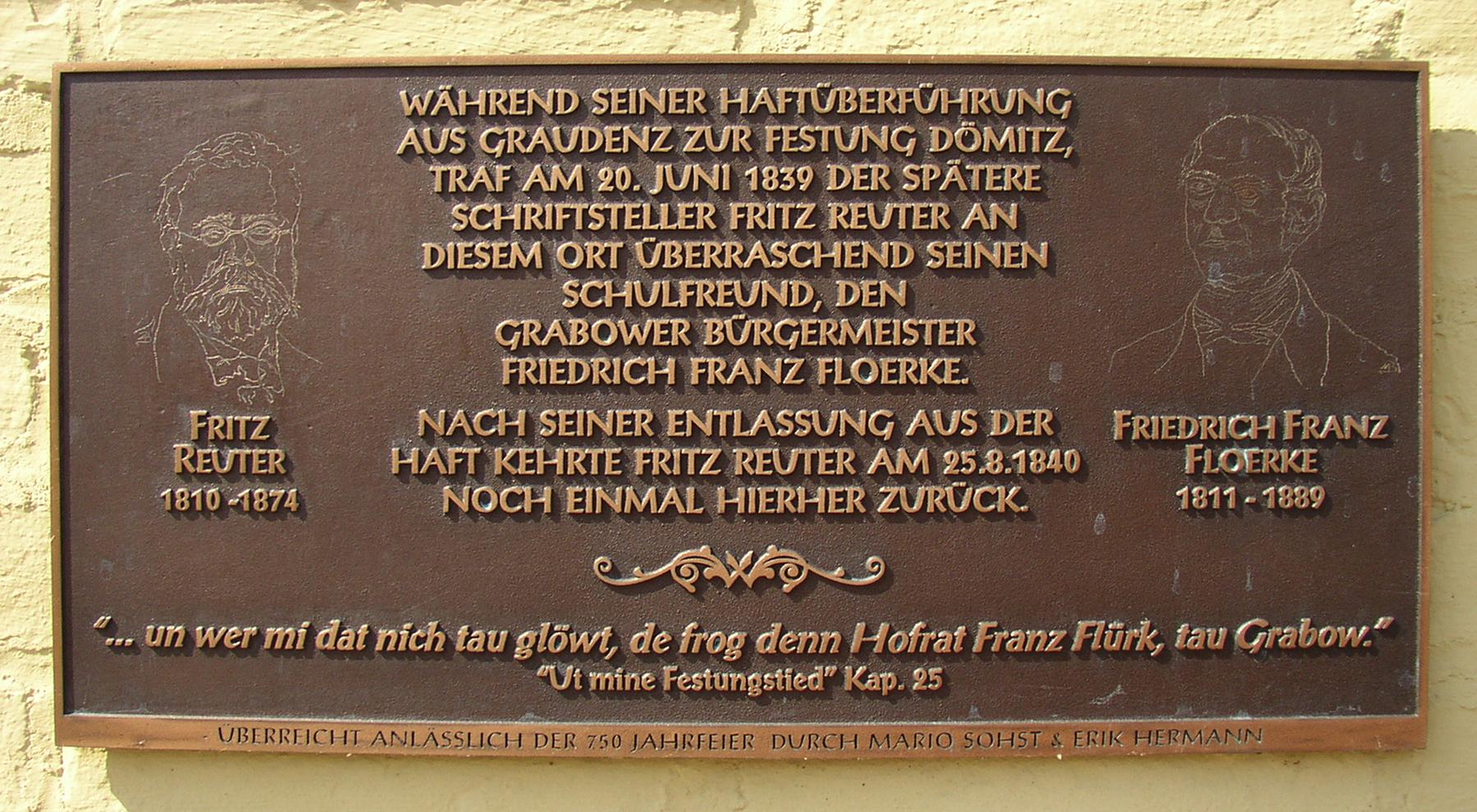
Gedenktafel am Rathaus in Grabow

Floerke und Fritz Reuter lernten sich bereits in jungen Jahren kennen. Sie besuchten beide das Gymnasium in Parchim und schlossen während dieser Zeit eine enge Freundschaft. Nach dem Bestehen ihres Abiturs 1831 trennten sich ihre Wege für einige Jahre. Während Reuters Festungshaft trafen sich die alten Freunde am Grabower Rathaus 1839 nach langer Zeit erstmals wieder. Reuter erzählt in seinem Buch Festungstid (Kapitel 25) vom Zusammentreffen der Freunde. Auch ihre Zusammenkunft ein Jahr später, nach Reuters Haftentlassung, wird im 26. Kapitel des Buches aufgegriffen. Erfolgreich waren auch seine Bemühungen für die Freilassung von Fritz Reuter aus preußischer Untersuchungshaft.
Die Freundschaft der beiden wurde auch weiterhin durch einen Briefwechsel aufrechterhalten.